# Béni Yenni (comuna)
Béni Yenni é uma cidade e comuna localizada na província de Tizi Ouzou, no norte da Argélia. Em 2008, sua população era de 5 737 habitantes.